# Зик и Лютер
«Зик и Лютер» (англ. Zeke and Luther) — американский оригинальный сериал Disney Channel, транслируемый Disney Channel и Disney XD, состоит из трёх сезонов, производится и принадлежит The Walt Disney Company.

## Сюжет
Два пятнадцатилетних друга Зик и Лютер решительно настроены стать всемирно известными скейтбордистами. Зик — отличный скейтер, прирожденный лидер и к тому же — красавчик. Лютер — парень с комичной внешностью, который тоже неплохо катается на скейте и прекрасно чувствует себя в роли «второго пилота». Ребят ждут и радость побед, и горечь поражений, а также масса увлекательных приключений и забавных ситуаций.

## Основные персонажи
- Эзекель «Зик» Фальконе — один из главных персонажей сериала. Зик — прирождённый скейтбордист, которого все на рампах считают главным. Считал, что он первым встал на доску, хотя выяснилось, что первым был Лютер. Мало кто знает фамилию Зика. У него есть младшая сестра Джинджер, которая постоянно ему досаждает. За что и получает в отместку. Родился в японском суши-баре. Любит сушенную индейку. Как и Лютер боготворит Тони Хоука. Баллотировался на роль мэра и пробыл им пять часов, после чего его заместитель - Лютер - принял этот пост. В одной из серий, признался другу Лютеру о своей настоящей фамилии.
- Лютисор «Лютер» Джером Ваффлс — второй главный персонаж. Лучший друг Зика. Первым встал на скейтборд. Не любит, когда кто-то его копирует. Имеет черепашку и морскую свинку. Может разговаривать на языке жестов. У него есть бабушка, которую он считает лучшей на свете. В одной серии врал богатой семье, что он сирота, чтобы ему дарили подарки. Страдает лунатизмом и во сне отлично читает рэп, называя себя "Диджей Пи-Джей." Родился в кафе Дона Донатса.
- Джинджер Фальконе - младшая сестра Зика. Постоянно досаждает ему. Хорошо учится. Играет на флейте и занимается гимнастикой. Ей 10 лет, но она умна и сообразительна, мыслит как взрослая. Имеет лучшую подругу Пуччи МакГрудер. В третьем сезоне почти не появляется.
- Корнелиус «Коджо» Джонсворт - скейтбордист. Афроамериканец. Считает себя лучшим скейтером. Любит сушенную индейку. Любит соперничать и думает, что справится лучше Зика и Лютера. Имеет тетрадь, в которой записывает номера всех девушек.

## В ролях

### Главные роли
- Хатч Дано — Зик Фалконе
- Адам Хикс — Лютер Ваффлз
- Дэниел Кёртис Ли[англ.] — Корнелиус «Коджо» Джонсворд
- Райан Ньюман — Джинджер Фалконе

### Второстепенные роли
- Нейт Хартли — Оззи Кепхарт
- Дэвид Ури — Дон
- Дэвид Гор — Кирби Чеддер
- Лили Джексон — Пуча Макгрудер
- Рид Юинг — Чарли Планк

### Приглашённые звёзды
- Джопит
- Тони Хоук
- Дебби Райан
- Даниэль Кэмпбелл